# Hope in Hell
Hope in Hell è il quindicesimo album in studio del gruppo heavy metal canadese Anvil, pubblicato nel 2013.

## Tracce
1. Hope in Hell – 4:43
2. Eat Your Words – 3:41
3. Through with You – 4:48
4. The Fight Is Never Won – 4:28
5. Pay the Toll – 2:48
6. Flying – 4:50
7. Call of Duty – 3:53
8. Badass Rock 'n' Roll – 4:35
9. Time Shows No Mercy – 4:35
10. Mankind Machine – 4:13
11. Shut the Fuck Up – 3:38

## Formazione
- Lips - voce, chitarra
- Robb Reiner - batteria
- Sal Italiano - basso